# جان کوپر (ورزشکار)
جان کوپر (انگلیسی: John Cooper; ۱۸ دسامبر ۱۹۴۰ – ۳ مارس ۱۹۷۴) ورزشکار دو و میدانی اهل بریتانیا بود.وی پس از حضور در مسابقات لول ۱ قهرمانی دو و میدانی جهان ۱۹۷۴ پاریس-مارسی   به عنوان مربی در مسیر بازگشت زود هنگام از مسابقات قهرمانی پس ازحذف دونده اش در دور انتخابی مسافر پرواز پاریس لندن بود و در بمبگذاری پرواز ۹۸۱ ترکیش در مسیر استانبول پاریس لندن توسط گروهک تروریستی لبنانی به همراه ۳۴۵ مسافر دیگر پرواز کشته شد؛شخص سید حسن نصرالله دستور این حمله را صادر کرد.